# Lucjan Tabaka
Lucjan Tabaka (ur. 7 lipca 1948 w Szymankach) – polski inżynier, były wojewoda nowosądecki.

## Życiorys
Ukończył studia na Wydziale Elektrotechniki, Automatyki i Elektroniki Akademii Górniczo-Hutniczej w Krakowie. Odbył też studia podyplomowe w Małopolskiej Szkole Administracji Publicznej przy Akademii Ekonomicznej w Krakowie. Był zatrudniony w Państwowej Inspekcji Radiowej, następnie w nowosądeckim urzędzie wojewódzkim. W latach 90. pracował jako zastępca kierownika Urzędu Rejonowego w Nowym Sączu.
W 1998 zajmował stanowisko wojewody nowosądeckiego, ostatniego w historii tego województwa. Później do 2001 pełnił funkcję doradcy wojewody małopolskiego ds. rozwoju infrastruktury transportowej. Był także pełnomocnikiem prezydenta Nowego Sącza.
W 2005 został kanclerzem Politechniki Krakowskiej. Działacz różnych organizacji pozarządowych, a także jako ekspert programu na rzecz zrównoważonego rozwoju Małopolski. Objął stanowisko prezesa zarządu spółki prawa handlowego AKOPOL.
W 2022 został odznaczony Złotym Krzyżem Zasługi.